# Yufeng (socken i Kina)
Yufeng (kinesiska: 鱼峰乡, 鱼峰) är en socken i Kina. Den ligger i provinsen Sichuan, i den sydvästra delen av landet, omkring 230 kilometer öster om provinshuvudstaden Chengdu. Antalet invånare är 7 261. Befolkningen består av 3 660 kvinnor och 3 601 män. Barn under 15 år utgör 24,0 %, vuxna 15-64 år 59 %, och äldre över 65 år 16,0 %.
Genomsnittlig årsnederbörd är 1 469 millimeter. Den regnigaste månaden är september, med i genomsnitt 284 mm nederbörd, och den torraste är december, med 11 mm nederbörd.